# Euston (metropolitana di Londra)
Euston è una stazione delle linee Northern e Victoria della metropolitana di Londra.

## Interscambi
La fermata costituisce un importante interscambio con la stazione ferroviaria di Euston.
La stazione di Euston Square si trova a breve distanza, permettendo l'intercambio con le linee Circle, Hammersmith & City e Metropolitan.
Nelle vicinante della stazione effettuano fermata numerose linee automobilistiche di superficie urbane, gestite da London Buses.
- Euston;
- Euston Square;
- Fermata autobus

## Galleria d'immagini

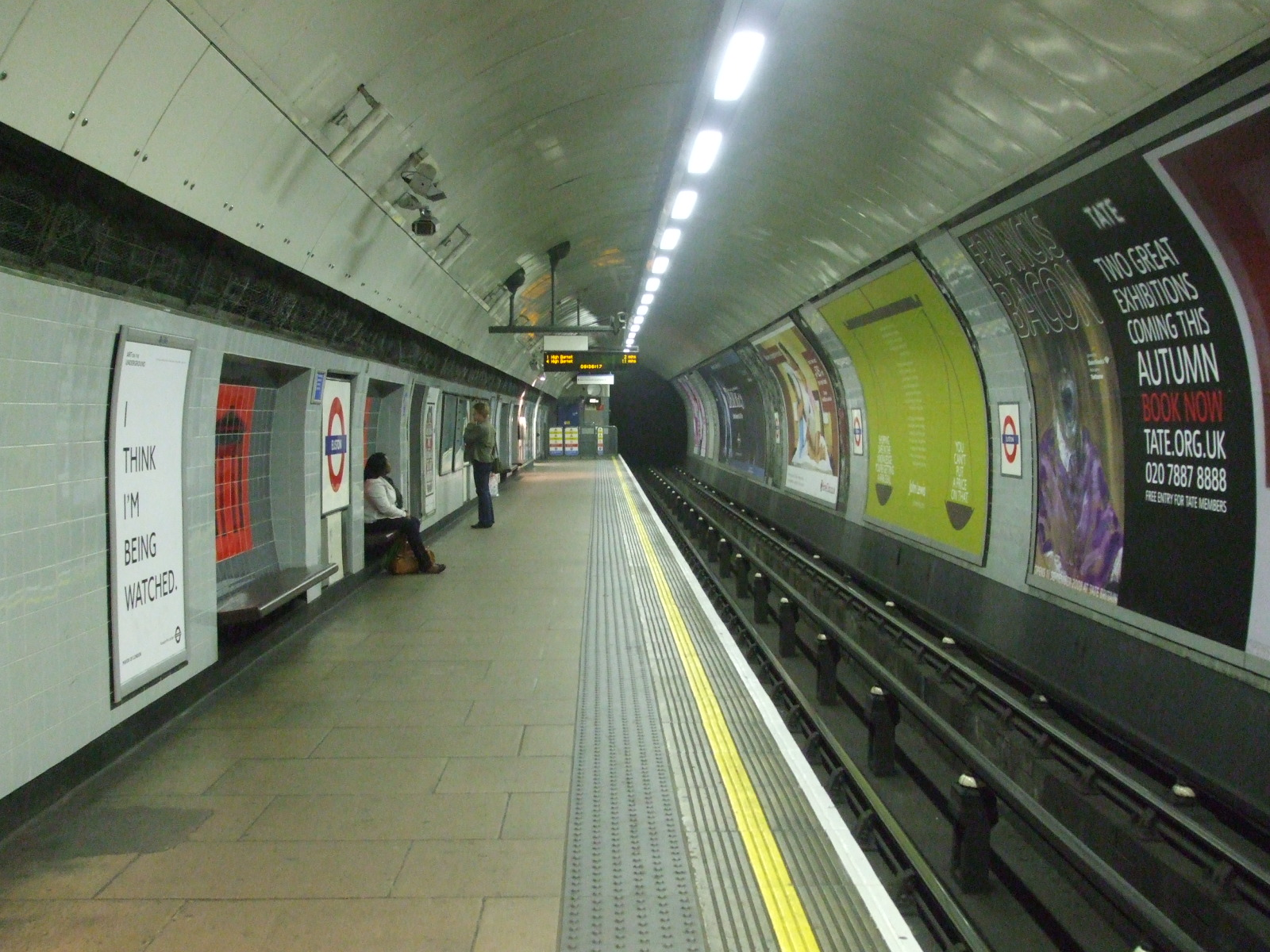
La banchina settentrionale della Northern Line in direzione King's Cross
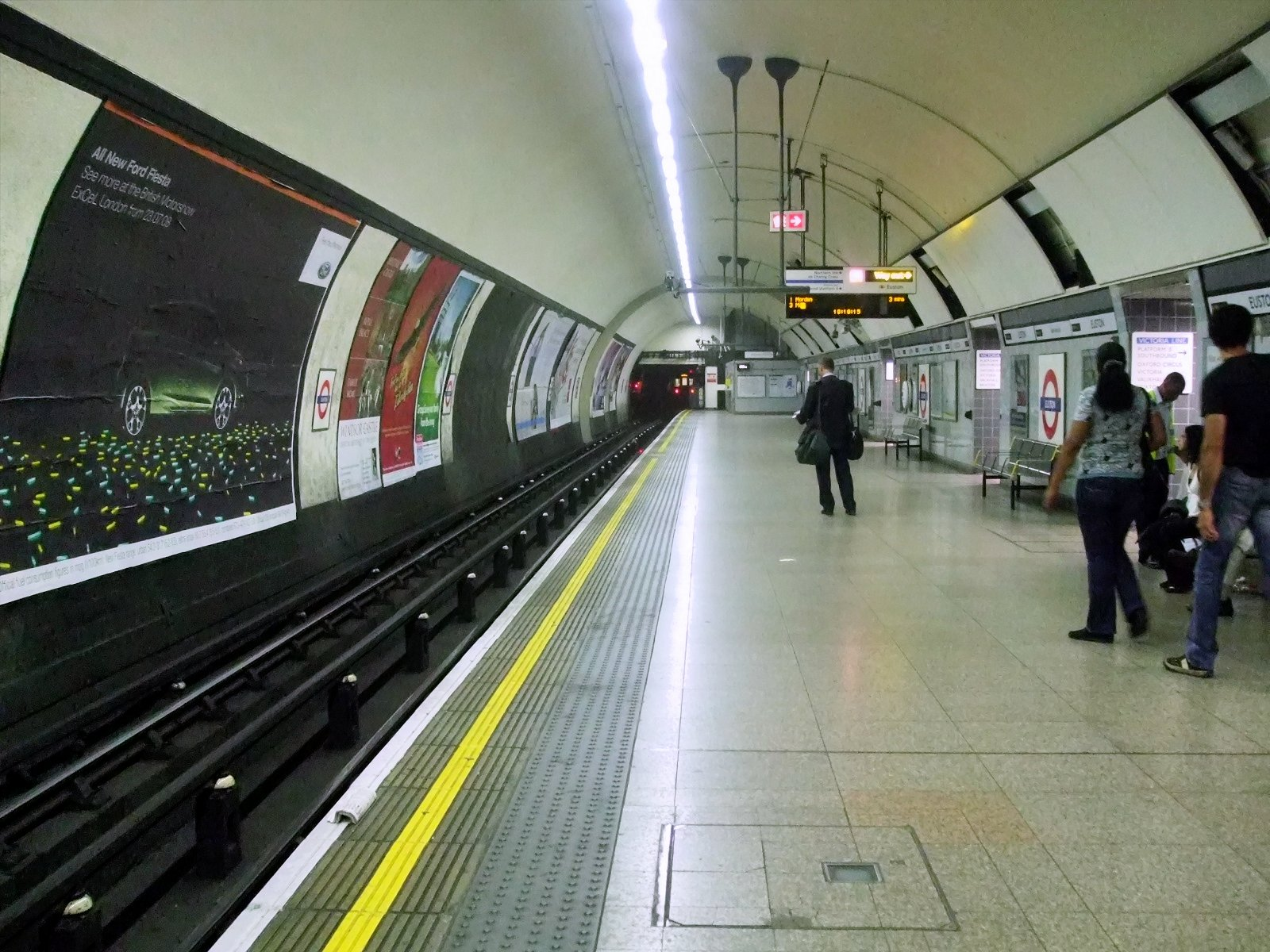
La banchina meridionale della Northern Line in direzione King's Cross
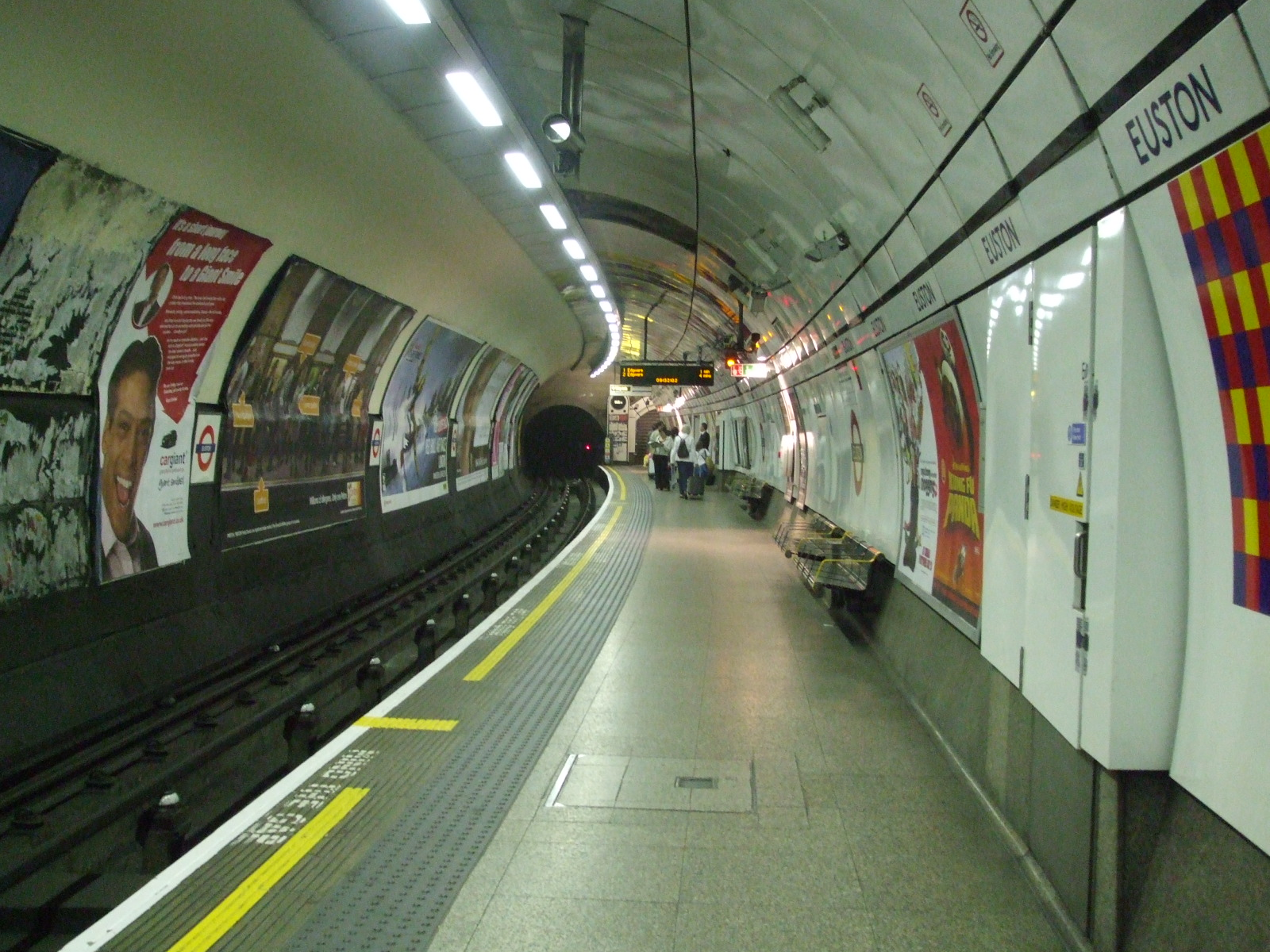
La banchina settentrionale della Northern Line in direzione Warren Street
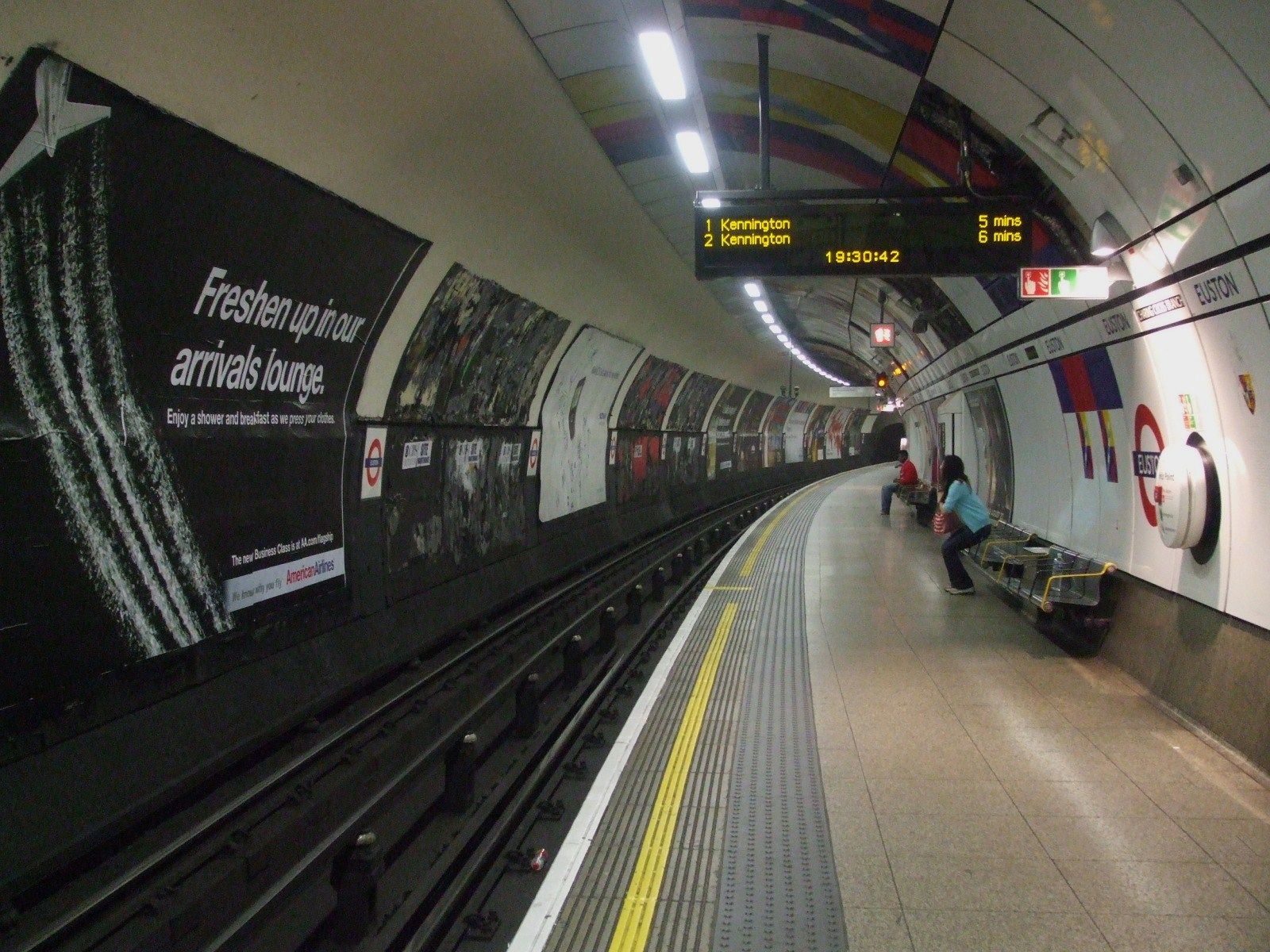
La banchina meridionale della Northern Line in direzione Warren Street
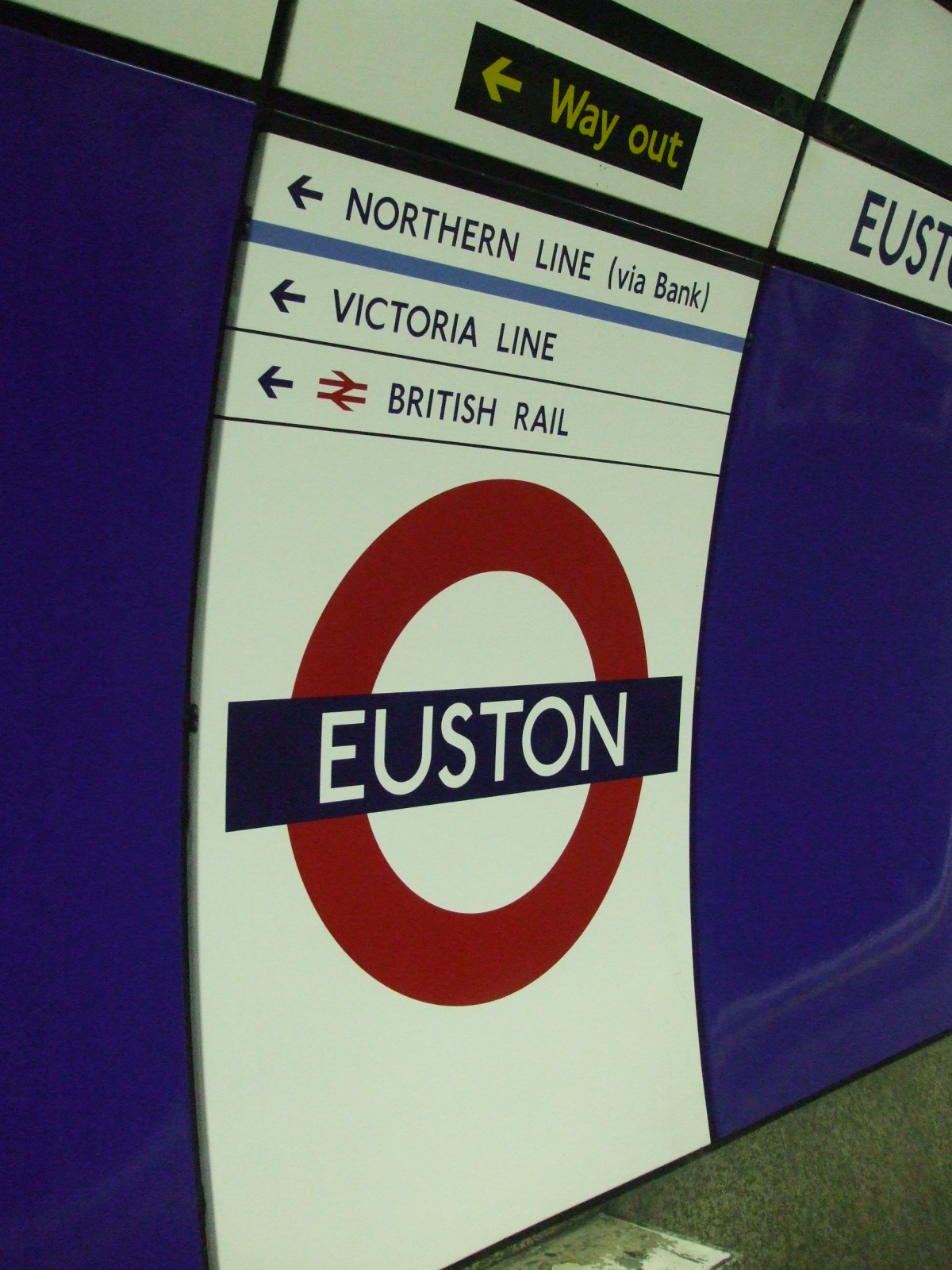
Un segnale nella diramazione di Warren Street
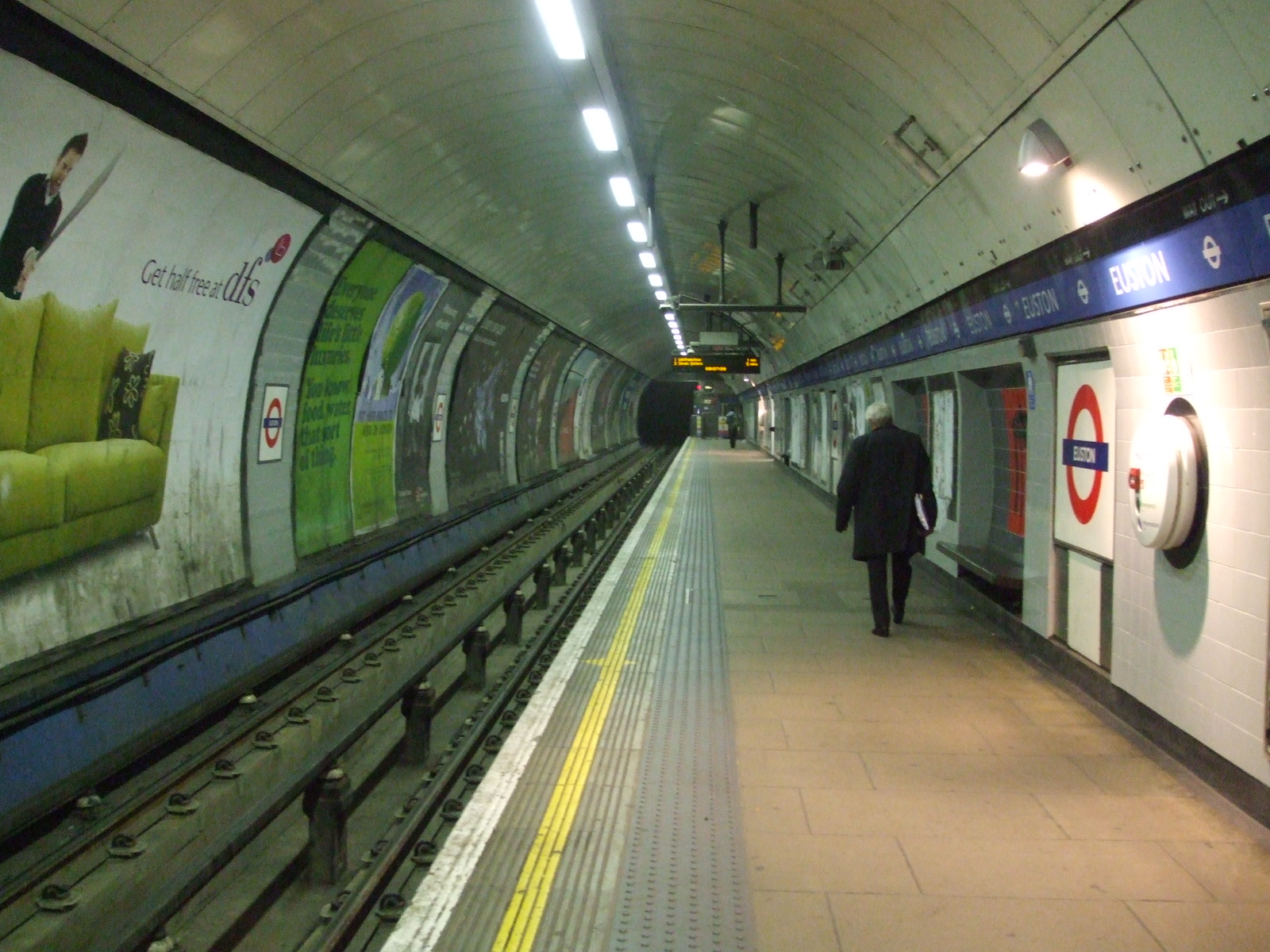
La banchina settentrionale della Victoria Line
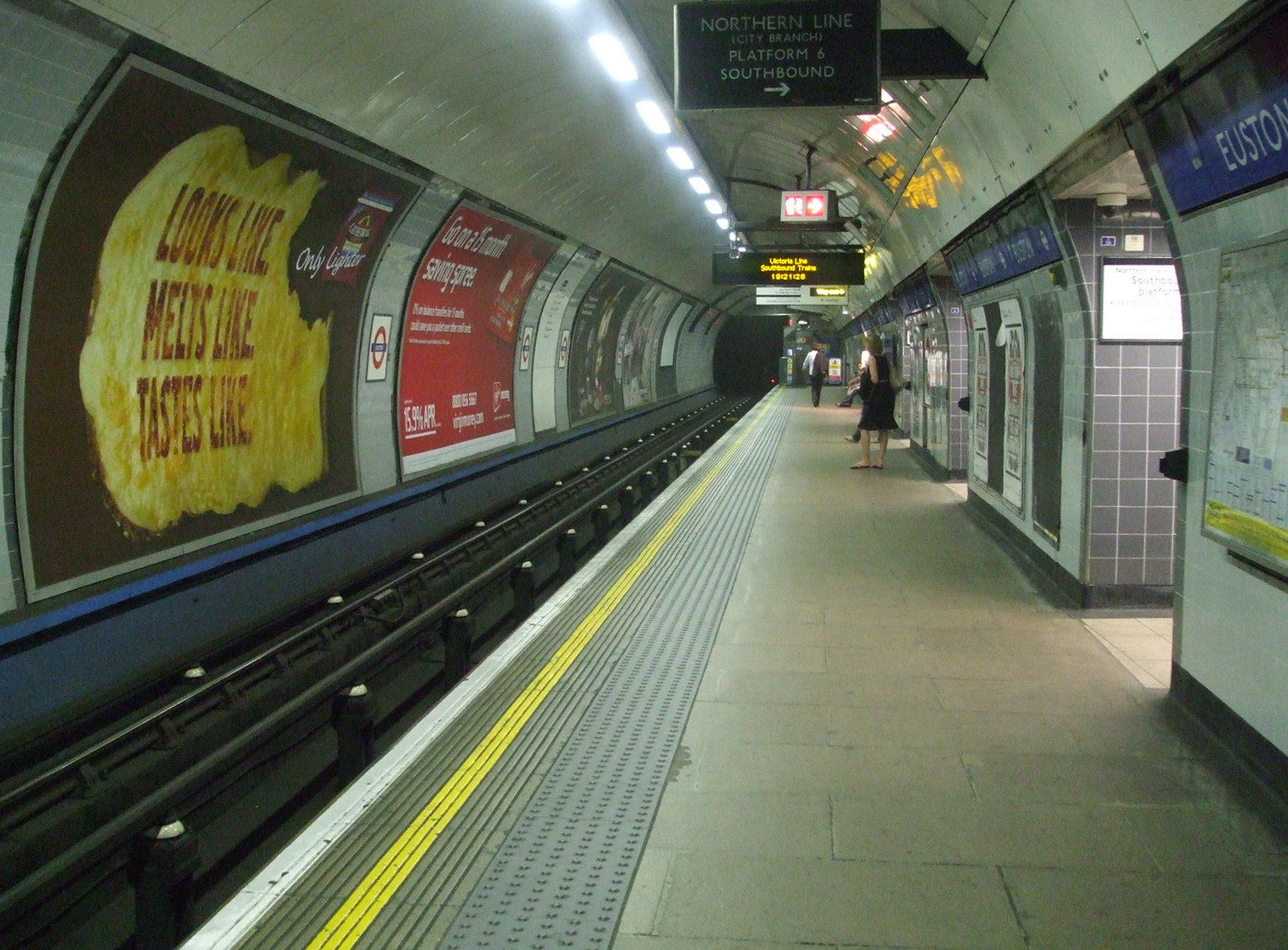
La banchina meridionale della Victoria Line
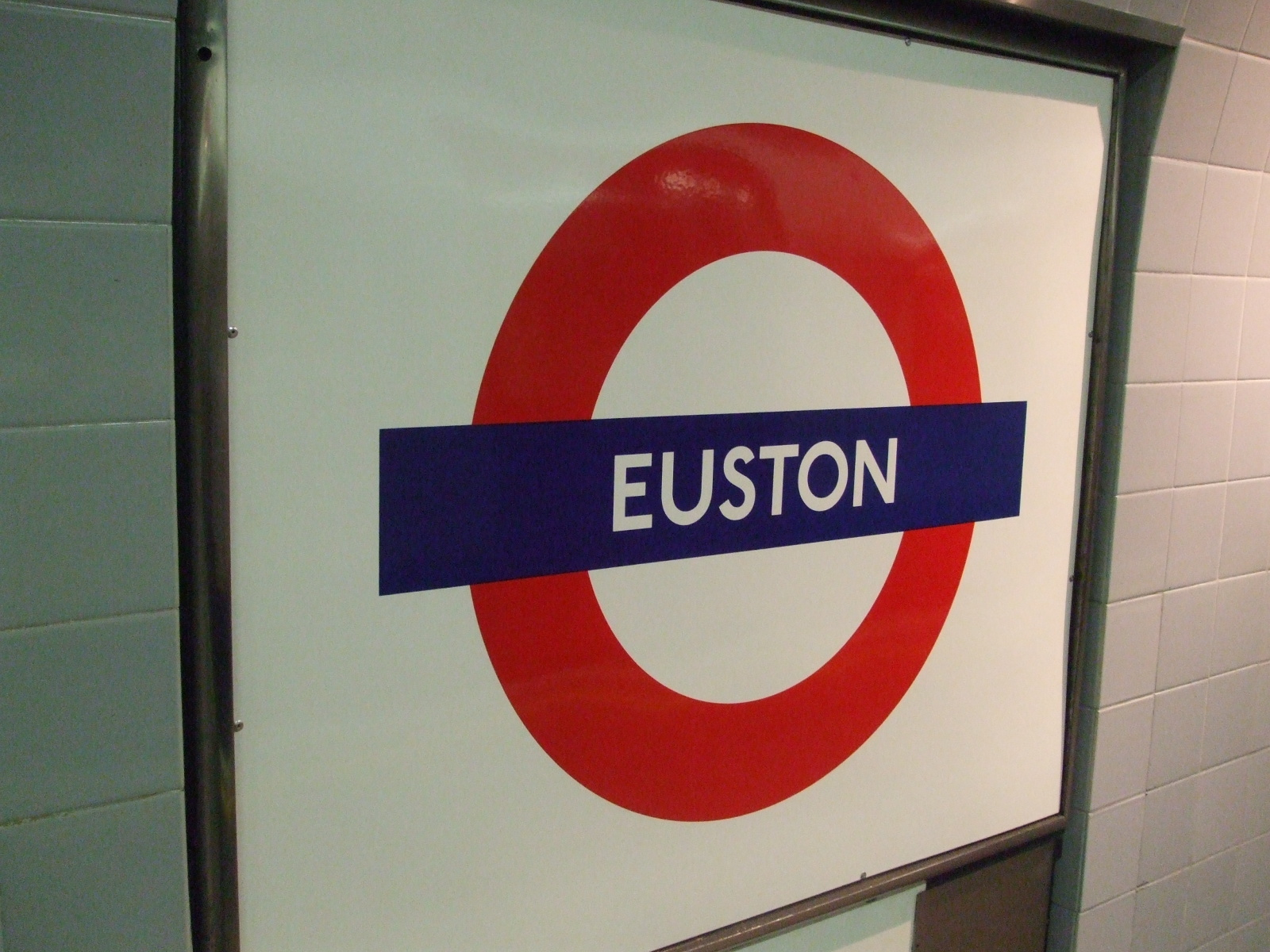
Un segnale sulla Victoria Line